# Chattanahalli, Channarayapatna
Chattanahalli là một làng thuộc tehsil Channarayapatna, huyện Hassan, bang Karnataka, Ấn Độ.